# Араужо дос Сантос, Майкон
Майкон Араужо дос Сантос (порт.-браз. Maicon Araújo dos Santos; род. 26 апреля 2000), более известен как Майкон (порт.-браз. Maicon) — бразильский футболист, защитник клуба «Левски».

## Клубная карьера
Майкон — воспитанник клуба «Серра». В 2019 году он дебютировал за основной состав. В 2022 году игрок покинул команду и выступал за команды низших дивизионов «Нова-Венесия», «Витория Эспириту-Санту» и «Нова-Игуасу». Летом 2024 года Майкон перешёл в болгарский «Левски». 26 июля в матче против «Ботева» он дебютировал в чемпионате Болгарии.